# 大倭東洋
大倭 東洋（おおやまと とうよう、1971年1月21日 - 2015年6月24日）は、石川県輪島市出身で入間川部屋に所属した元大相撲力士。本名は白崎 東洋（しろさき とうよう）。身長179cm、体重142kg。最高位は東十両12枚目（1994年1月場所）。得意技は突き、押し。

## 来歴
金沢高校から日本大学を経て元関脇栃司の入間川部屋に入門。1993年3月場所に同じ日大の大内とともに、幕下60枚目格付出で初土俵を踏んだ。幕下をわずか5場所で通過し1994年1月場所で新十両を果たす。師匠が部屋を興して最初の関取となった。しかし、5勝10敗と大きく負け越し1場所で幕下に陥落。更に、幕下落ちした場所の三番相撲（相手は琴龍）で腰を痛める。その後も腰痛は悪化し続け、出場と休場を繰り返し、ついに序二段180枚目まで落ちてしまう。これは十両経験者としては昭和以降、当時3位の最低記録である。序二段の下位でも負け越してしまうなど全く相撲が取れず、1996年11月場所限りで引退した。
上述の通り初土俵から新十両が早く、関取在位中に頭髪が大銀杏を結える長さに到達しておらず、幕下陥落後も十両力士との対戦が組まれなかったため、関取経験者ながら本場所の土俵で大銀杏を結うことなく引退した。また、大倭の四股名を名乗っていたのは唯一十両に在位した1994年1月場所及び翌3月場所のみで、その他の場所では本名の白崎を四股名としていた。
現役引退後は会社員となったが、後に帰郷し、晩年は人工透析を受けていた。2015年6月24日、石川県輪島市にて死去。44歳没。

## 主な成績
- 通算成績：64勝59敗46休 勝率.520
- 十両成績：5勝10敗 勝率.333
- 現役在位：23場所
- 十両在位：1場所

## 場所別成績
| | 一月場所 初場所（東京）  | 三月場所 春場所（大阪）   | 五月場所 夏場所（東京） | 七月場所 名古屋場所（愛知） | 九月場所 秋場所（東京） | 十一月場所 九州場所（福岡） |
| --- | ------------------------ | ------------------------- | ----------------------- | --------------------------- | ----------------------- | --------------------------- |
| 1993年 （平成5年） | x                        | 幕下付出60枚目 6–1        | 西幕下31枚目 5–2        | 西幕下18枚目 6–1            | 西幕下4枚目 5–2         | 西幕下筆頭 5–2              |
| 1994年 （平成6年） | 東十両12枚目 5–10        | 東幕下6枚目 0–3–4         | 西幕下41枚目 休場 0–0–7 | 西幕下41枚目 4–3            | 東幕下32枚目 5–2        | 西幕下21枚目 3–4            |
| 1995年 （平成7年） | 西幕下31枚目 休場 0–0–7  | 東三段目11枚目 1–6        | 東三段目44枚目 4–3      | 東三段目28枚目 4–3          | 東三段目17枚目 2–5      | 東三段目42枚目 休場 0–0–7   |
| 1996年 （平成8年） | 西序二段2枚目 休場 0–0–7 | 西序二段72枚目 休場 0–0–7 | 東序二段143枚目 2–5     | 東序二段180枚目 4–3         | 西序二段149枚目 3–4     | 西序二段174枚目 引退 0–0–7  |
| 各欄の数字は、「勝ち-負け-休場」を示す。 優勝 引退 休場 十両 幕下 三賞：敢=敢闘賞、殊=殊勲賞、技=技能賞 その他：★=金星 番付階級：幕内 - 十両 - 幕下 - 三段目 - 序二段 - 序ノ口 幕内序列：横綱 - 大関 - 関脇 - 小結 - 前頭（「#数字」は各位内の序列） |                          |                           |                         |                             |                         |                             |

## 改名歴
- 白崎 東洋（しらさき とうよう）1993年3月場所 - 11月場所
- 大倭 東洋（おおやまと -）1994年1月場所 - 3月場所
- 白崎 東洋（しらさき -）1994年5月場所 - 1996年11月場所